# دوروثيا ماريا من أنهالت
دوروثيا ماريا من أنهالت (دساو؛ 2 يوليو 1574 - 18 يوليو 1517؛ فايمار)؛ بالميلاد هي من بيت أسكانيا وأيضا أميرة أنهالت؛ ومن خلال الزواج أصبحت دوقة ساكس فايمار.
دوروثيا هي الابنة السادسة لـ يواخيم إرنست، أمير أنهالت وزوجته الثانية من إليونور ابنة كريستوف دوق فورتمبيرغ.

## الذرية
في ألتنبورغ في 7 يناير 1593 تزوجت من يوهان دي ساكس فايمار (لاحقاً دوق ساكس فايمار) شقيق فريدريش فيلهلم الأول، دوق ساكس فايمار؛ وانجبت له أثنى عشر ابناً:-
1. يوهان إرنست الأول، دوق ساكس فايمار (21 فبراير 1594 - 6 ديسمبر 1626).
2. كريستيان فيلهلم (ولد وتوفي في 6 أبريل 1595).
3. فريدرش (1 مارس 1596 - 19 أغسطس 1622).
4. فيلهلم، دوق ساكس فايمار (11 أبريل 1598 - 17 مايو 1662).
5. ابن ميت (ولد وتوفي في 11 أبريل 1598)؛ توأم فيلهلم.
6. ألبرشت الرابع، دوق ساكس أيسناخ (27 يوليو 1599 - 20 ديسمبر 1644).
7. يوهان فريدرش (19 سبتمبر 1600 - 17 أكتوبر 1628).
8. إرنست الأول، دوق ساكس غوتا (25 ديسمبر 1601 - 26 مارس 1675).
9. فريدرش فيلهلم (7 فبراير 1603 - 16 أغسطس 1619).
10. برنارد (6 أغسطس 1604 - 18 يناير 1639).
11. يوهانا (ولدت بعد وفاته. في 14 أبريل 1606 - 3 يوليو 1609).

توفيت ماريا في 1517 متأثرة بجروحها من خلال ركوب الخيل، جنازتها أقيمت في 24 أغسطس 1517؛ وفي هذه المناسبة تم إنشاء جمعية فروتبارينغ، تم تعيين شقيقها الأصغر لودفيغ الأول، أمير أنهالت-كوتن كأول زعيم لها.